# BAFTA de Melhor Ator de Comédia
O BAFTA de Melhor Ator de Comédia em Televisão (em inglês: British Academy Television Award for Best Male Comedy Performance) são concedidos pela Academia Britânica de Artes Cinematográficas e Televisivas (BAFTA). Eles são informalmente conhecidos como BAFTA TV Awards. O prêmio de melhor ator de comédia foi entregue pela primeira vez na cerimônia de 2010.
Steve Coogan ganhou nesta categoria três vezes e Jamie Demetriou duas vezes.

### Década de 2010
| Ano               | Ator                                             | Trabalho            | Papel        | Emissora |
| ----------------- | ------------------------------------------------ | ------------------- | ------------ | -------- |
| 2010              |                                                  |                     |              |          |
| Peter Capaldi     | The Thick of It                                  | Malcolm Tucker      | BBC Two      |          |
| Simon Bird        | The Inbetweeners                                 | Will McKenzie       | E4           |          |
| Hugh Dennis       | Outnumbered: The Christmas Special               | Pete Brockman       | BBC One      |          |
| David Mitchell    | Peep Show                                        | Mark Corrigan       | Channel 4    |          |
| 2011              |                                                  |                     |              |          |
| Steve Coogan      | The Trip                                         | Steve Coogan        | BBC Two      |          |
| James Buckley     | The Inbetweeners                                 | Jay Cartwright      | E4           |          |
| Tom Hollander     | Rev.                                             | Adam Smallbone      | BBC Two      |          |
| Brendan O'Carroll | Mrs. Brown's Boys                                | Agnes Brown         | BBC One      |          |
| 2012              |                                                  |                     |              |          |
| Darren Boyd       | Spy                                              | Tim Elliot          | Sky One      |          |
| Hugh Bonneville   | Twenty Twelve                                    | Ian Fletcher        | BBC Four     |          |
| Tom Hollander     | Rev.                                             | Adam Smallbone      | BBC Two      |          |
| Brendan O'Carroll | Mrs. Brown's Boys                                | Agnes Brown         | BBC One      |          |
| 2013              |                                                  |                     |              |          |
| Steve Coogan      | Alan Partridge: Welcome to the Places of My Life | Alan Partridge      | Sky Atlantic |          |
| Hugh Bonneville   | Twenty Twelve                                    | Ian Fletcher        | BBC Two      |          |
| Peter Capaldi     | The Thick of It                                  | Malcolm Tucker      | BBC Two      |          |
| Greg Davies       | Cuckoo                                           | Ken Thompson        | BBC Three    |          |
| 2014              |                                                  |                     |              |          |
| Richard Ayoade    | The IT Crowd                                     | Maurice Moss        | Channel 4    |          |
| Mathew Baynton    | The Wrong Mans                                   | Sam Pinkett         | BBC Two      |          |
| James Corden      | The Wrong Mans                                   | Phil Bourne         | BBC Two      |          |
| Chris O'Dowd      | The IT Crowd                                     | Roy Trenneman       | Channel 4    |          |
| 2015              |                                                  |                     |              |          |
| Matt Berry        | Toast of London                                  | Steven Toast        | Channel 4    |          |
| Brendan O'Carroll | Mrs. Brown's Boys : The Christmas Special        | Agnes Brown         | BBC One      |          |
| Hugh Bonneville   | W1A                                              | Ian Fletcher        | BBC Two      |          |
| Tom Hollander     | Rev.                                             | Adam Smallbone      | BBC Two      |          |
| 2016              |                                                  |                     |              |          |
| Peter Kay         | Peter Kay's Car Share                            | John Redmond        | BBC One      |          |
| Hugh Bonneville   | W1A                                              | Ian Fletcher        | BBC Two      |          |
| Javone Prince     | The Javone Prince Show                           | Vários personagens  | BBC Three    |          |
| Toby Jones        | Detectorists                                     | Lance Stater        | BBC Four     |          |
| 2017              |                                                  |                     |              |          |
| Steve Coogan      | Alan Partridge's Scissored Isle                  | Alan Partridge      | Sky Atlantic |          |
| Asim Chaudhry     | People Just Do Nothing                           | Chabuddy G          | BBC Three    |          |
| Harry Enfield     | The Windsors                                     | Príncipe Charles    | Channel 4    |          |
| David Mitchell    | Upstart Crow                                     | William Shakespeare | BBC Two      |          |
| 2018              |                                                  |                     |              |          |
| Toby Jones        | Detectorists                                     | Lance Stater        | BBC Four     |          |
| Rob Brydon        | The Trip to Spain                                | Rob Brydon          | Sky Atlantic |          |
| Asim Chaudhry     | People Just Do Nothing                           | Chabuddy G          | BBC Three    |          |
| Samson Kayo       | Famalam                                          | Vários personagens  | BBC Three    |          |
| 2019              |                                                  |                     |              |          |
| Steve Pemberton   | Inside No. 9                                     | Vários personagens  | BBC Two      |          |
| Jamie Demetriou   | Stath Lets Flats                                 | Stath Charalambos   | Channel 4    |          |
| Alex Macqueen     | Sally4Ever                                       | David               | Sky Atlantic |          |
| Peter Mullan      | Mum                                              | Michael             | BBC Two      |          |

### Década de 2020
| Ano              | Ator                          | Trabalho                 | Papel            | Emissora |
| ---------------- | ----------------------------- | ------------------------ | ---------------- | -------- |
| 2020             |                               |                          |                  |          |
| Jamie Demetriou  | Stath Lets Flats              | Stath Charalambos        | Channel 4        |          |
| Guz Khan         | Man Like Mobeen               | Mobeen                   | BBC Three        |          |
| Ncuti Gatwa      | Sex Education                 | Eric Effiong             | Netflix          |          |
| Youssef Kerkour  | Home                          | Sami Ibrahim             | Channel 4        |          |
| 2021             |                               |                          |                  |          |
| Charlie Cooper   | This Country                  | Lee "Kurtan" Mucklowe    | BBC Three        |          |
| Guz Khan         | Man Like Mobeen               | Mobeen                   | BBC Three        |          |
| Joseph Gilgun    | Brassic                       | Vincent "Vinnie" O'Neill | Sky One          |          |
| Ncuti Gatwa      | Sex Education                 | Eric Effiong             | Netflix          |          |
| Paul Ritter      | Friday Night Dinner           | Martin Goodman           | Channel 4        |          |
| Reece Shearsmith | Inside No. 9                  | Various Characters       | BBC Two          |          |
| 2022             |                               |                          |                  |          |
| Jamie Demetriou  | Stath Lets Flats              | Stath Charalambos        | Channel 4        |          |
| Ncuti Gatwa      | Sex Education                 | Eric Effiong             | Netflix          |          |
| Joe Gilgun       | Brassic                       | Vincent "Vinnie" O'Neill | Sky Comedy       |          |
| Samson Kayo      | Bloods                        | Maleek                   | Sky One          |          |
| Steve Coogan     | This Time with Alan Partridge | Alan Partridge           | BBC One          |          |
| Tim Renkow       | Jerk                          | Tim                      | BBC Three        |          |
| 2023             |                               |                          |                  |          |
| Lenny Rush       | Am I Being Unreasonable?      | Ollie                    | BBC One          |          |
| Daniel Radcliffe | Weird: The Al Yankovic Story  | "Weird Al" Yankovic      | The Roku Channel |          |
| Jon Pointing     | Big Boys                      | Danny                    | Channel 4        |          |
| Joseph Gilgun    | Brassic                       | Vincent "Vinnie" O'Neill | Sky Max          |          |
| Matt Berry       | What We Do in the Shadows     | Laszlo Cravensworth      | Disney+          |          |
| Stephen Merchant | The Outlaws                   | Greg Dillard             | BBC One          |          |